# Maria Richtnér
Maria Richtnér, född 5 februari 1973, är en svensk före detta friidrottare (mångkamp). Hon har tävlat för Sundbybergs IK, IF Göta och Spårvägens FK. Hon vann SM-guld i sjukamp åren 1998 till 2000. Hon utsågs år 2000 till Stor grabb/tjej nummer 447.

## Personliga rekord
| Utomhus - 200 meter – 25,75 (Ried, Österrike 30 juni 2001) - 200 meter – 25,98 (Tartu, Estland 9 juni 2001) - 400 meter – 59,56 (Karlstad 15 juli 1998) - 800 meter – 2:17,74 (Tartu, Estland 9 juni 2001) - 800 meter – 2:18,84 (Söul, Sydkorea 19 september 1992) - 100 meter häck – 13,98 (Stockholm 25 juli 1998) - 100 meter häck – 13,98 (Ried, Österrike 30 juni 2001) - 100 meter häck – 13,95 - 100 meter häck – 13,92 (medvind) (Huddinge 27 maj 2000) - Höjd – 1,65 (Söul, Sydkorea 18 september 1992) - Längd – 5,95 - Längd – 5,91 (Ried, Österrike 1 juli 2001) - Längd – 5,90 (Huddinge 6 augusti 2000) - Kula – 13,16 (Ried, Österrike 30 juni 2001) - Kula – 12,65 (Tartu, Estland 9 juni 2001) - Spjut – 47,87 (Stockholm 19 juli 2000) - Spjut – 47,16 (Ried, Österrike 1 juli 2001) - Spjut äldre modell – 42,83 (Karlstad 13 juni 1998) - Sjukamp – 5 775 (Ried, Österrike 1 juli 2001) | Inomhus - 60 meter – 8,97 (Sätra 16 januari 1999) - 800 meter – 2:12,55 (Valencia, Spanien 27 februari 1998) - 800 meter – 2:22,07 (Sätra 3 mars 2002) - 60 meter häck – 8,59 (Bollnäs 5 februari 2000) - 60 meter häck – 8,66 (Sätra 3 mars 2002) - Höjd – 1,61 (Sätra 3 mars 2002) - Höjd – 1,56 (Valencia, Spanien 27 februari 1998) - Längd – 5,77 (Sätra 3 mars 2002) - Längd – 5,67 (Huddinge 13 januari 2001) - Kula – 13,35 (Sätra 28 januari 2001) - Kula – 12,83 (Sätra 3 mars 2002) - Femkamp – 4 021 (Sätra 2 mars 2002) - Femkamp – 4 021 (Sätra 3 mars 2002) |

### Fotnoter
1. ↑  ”Tävlingsårsskiftesövergångar 1 december 1998”. friidrott.se. Arkiverad från originalet den 23 november 2016. https://web.archive.org/web/20161123055804/http://www.friidrott.se/forbundsinfo/overgangar/arsskifte9899.aspx. Läst 3 december 2016.
2. 1 2 3 4 5 6 7 8 9 10  ”Stora Grabbar personpresentation”. storagrabbar.se. http://www.storagrabbar.se/grabbar_9.html. Läst 28 oktober 2016.
3. ↑  Wiger 2006, s. 212.
4. 1 2 3 4 5 6 7 8 9  Wiger 2006, s. 239.
5. ↑  ”SM mångkamp 2002, resultat” (htm). Arkiverad från originalet den 3 juni 2002. https://web.archive.org/web/20020603135255/http://www.friidrott.stockholm.se/mangkamp-resultat.htm. Läst 13 april 2015.
6. 1 2 3 4 5 6 7 8 9 10 11 12 13 14 15  ”Personsida hos IAAF”. iaaf.org. https://www.iaaf.org/athletes/sweden/maria-richtner-71244. Läst 28 oktober 2016.
7. ↑  ”Stora grabbars märke”. friidrott.se. Arkiverad från originalet den 31 mars 2016. https://web.archive.org/web/20160331202525/http://www.friidrott.se/historik/storagrabbar.aspx. Läst 28 oktober 2016.
8. 1 2 3 4 5 6 7 8 9 10 11 12 13 14 15 16 17 18  ”Personsida på AllAthletics”. all-athletics.com. Arkiverad från originalet den 29 oktober 2016. https://web.archive.org/web/20161029235616/http://www.all-athletics.com/node/148766. Läst 28 oktober 2016.